# Pristomyrmex collinus
Pristomyrmex collinus é uma espécie de formiga do gênero Pristomyrmex, pertencente à subfamília Myrmicinae.